# Zetta-particule
«  Rayon cosmique d'ultra haute énergie » redirige ici. Pour les autres rayons cosmiques, voir Rayonnement cosmique.
 (novembre 2013).
Si vous disposez d'ouvrages ou d'articles de référence ou si vous connaissez des sites web de qualité traitant du thème abordé ici, merci de compléter l'article en donnant les références utiles à sa vérifiabilité et en les liant à la section « Notes et références ».
Les zetta-particules (ou rayons cosmiques d'ultra haute énergie) sont des particules dont l'énergie estimée est de l'ordre du ZeV (1021 eV, soit environ 100 J).
Les records actuels d'énergie pour une particule observée sont :
- par le Fly's Eye à l'Université de l'Utah, une zetta-particule de 3,5 × 1020 eV en octobre 1991. Probablement un proton ou un noyau atomique léger qui possédait une énergie équivalente à celle d'une balle de tennis frappée par un bon joueur.
- par l'Akeno Giant Air Shower Array (AGASA), une douche de particules résultant d'une zetta-particule de 2 × 1020 eV le 3 décembre 1993. La source, bien que non identifiée, devrait se situer à seulement quelques dizaines de mégaparsecs de distance de la Terre.

Ce sont les phénomènes les plus énergétiques connus dans la nature.
Une des raisons qui font la surprise de rencontrer des phénomènes aussi énergétiques (au-delà de la simple inconnue sur leur origine, dont on sait de façon certaine seulement depuis 2017 qu'ils proviennent de l'extérieur de la Voie lactée), est que les particules qui traversent l'espace interagissent avec le fond de rayonnement fossile micro-onde et perdent leur énergie progressivement mais rapidement, jusqu'à tomber sensiblement en dessous de 5 × 1019 eV ou 50 EeV, connue comme la limite de Greisen-Zatsepin-Kuzmin (GZK). Pour cette raison, les zetta-particules devraient soit être formées très près de la Terre, auquel cas les scientifiques s'attendraient alors à un phénomène extrêmement facile à observer étant donné les énergies à mettre en œuvre, soit rester insensibles à cette interaction, ce qui ne laisse guère la place à des particules clairement identifiées ou connues aujourd'hui (2014). De plus ces phénomènes sont rares, de l'ordre de 1 par an et par kilomètre carré.
Toutefois, certains théoriciens pensent maintenant que le caractère exceptionnel des observations à ces très hautes énergies pourrait rester compatible avec la limite de Greisen-Zatsepin-Kuzmin (GZK), ses caractéristiques statistiques et l'état actuel des connaissances en physique théorique.
En pratique, certaines observations de l'AGASA semblent indiquer une corrélation forte entre les événements les plus puissants et les amas de galaxies.
Selon l'édition de Scientific American de janvier 1999, AGASA a seulement détecté un total de 5 événements pendant les huit années ayant suivi la découverte de 1991. L'observatoire Pierre-Auger permet d'observer un nombre nettement plus élevé de ces particules ainsi que d'estimer avec précision la direction de leur provenance. Cette augmentation du nombre de détections devrait permettre de faire la lumière sur les phénomènes à l'origine de ces zetta-particules.
Un article publié en 2018 propose un modèle cohérent selon lequel les rayons cosmiques de haute énergie, qu'il s'agisse de noyaux d'atomes, de photons gamma ou de neutrinos, sont issus de jets de trous noirs localisés dans des amas galactiques. La même année, un autre article relie, à la suite de la détection d'un neutrino de 290 TeV par IceCube le 22 septembre 2017, l'activité du blazar TXS0506+056 et l'émission de particules de haute énergie. Il a depuis été établi que ce blazar avait été la source d'autres neutrinos énergétiques détectés trois ans plus tôt.